# 啓明学園幼稚園
啓明学園幼稚園（けいめいがくえん ようちえん）は、東京都昭島市(旧東京府北多摩郡拝島町)に所在する私立幼稚園。運営は学校法人啓明学園。大半の園児が啓明学園初等学校へ進学していたが、最近はそうでもない。

## 沿革
- 1940年　三井高維が帰国子女のために啓明学園（小学校）を開設
- 1941年　中学部、高等女学部を設置
- 1943年　中学部、拝島に移り寮教育を行う
- 1944年　初等学校3年生以上の児童生徒、拝島へ学童疎開。中学部、赤坂台町へ戻る
- 1967年　幼稚園を設置
- 1972年　初・中・高に国際学級を付設
- 1978年　週5日制に移行

## 交通
- JR青梅線・五日市線・西武拝島線拝島駅よりバス10分「啓明学園」下車

## 主な建造物
- 重要文化財北泉寮